# Vészhelyzet (2. évad)
Ez az oldal tartalmazza a Vészhelyzet tévésorozat 2. évadja epizódjainak listáját. Ezenfelül megtalálható a vetítés első időpontja az amerikai NBC csatornán.

## Szereplők

### Főszereplők
- Anthony Edwards – Dr. Mark Greene, szakorvos
- George Clooney – Dr. Doug Ross, gyermekorvos ösztöndíjas
- Sherry Stringfield – Dr. Susan Lewis, harmadéves rezidens
- Noah Wyle – John Carter, negyedéves medikus
- Julianna Margulies – Carol Hathaway, főnővér
- Eriq La Salle – Dr. Peter Benton, harmadéves sebész rezidens

## Epizódok
| 1. | Welcome Back Carter!        | Carter visszatér             | 1995. szeptember 21. |  |
| A sürgősségin egy lövöldözés áldozatait kezelik. Carter elkésik, és nem eléggé felkészült az új munkakörhöz. Mark új vezető rezidenst vesz fel, Kerry Weaver személyében. Közben harmadéves medikusok érkeznek az osztályra. |                             |                              |                      |  |
| |                             |                              |                      |  |
| 2. | Summer Run                  | Nyári őrület                 | 1995. szeptember 28. |  |
| Kerry Weavernek sikerül szinte mindenkivel összetűzésbe kerülnie már az első munkanapján. Nyilvánosságra kerül Peter és Jeanie eltitkolt kapcsolata. Suzant teljesen lefoglalja a kis Suzie ellátása, miközben Chloe iskolába jár. Dr. Rossnak sok munkát ad egy fiatal piromániás. Carter érdeklődni kezd egy fiatal medikus, Harper Stacy iránt.                                                           |                             |                              |                      |  |
| |                             |                              |                      |  |
| 3. | Do One, Teach One, Kill One | Mindenkinek a magáét         | 1995. október 5.     |  |
| Carter megkapja első betegét, akit el is veszít. Lewis és Kerry Weaver kapcsolata tovább romlik, miután Kerry arra kéri őt, hogy minden egyes esetben konzultáljon vele, mielőtt döntést hoz. Jeanie véget vet a kapcsolatának Bentonnal. Wendy Dr. Greene-ről ír cikket, ezért Markról kérdezi a sürgősségi alkalmazottait.                                                                                 |                             |                              |                      |  |
| |                             |                              |                      |  |
| 4. | What Life?                  | Micsoda élet!                | 1995. október 12.    |  |
| Weaver és Lewis viszonya annyira megromlik, hogy Greene-nek közbe kell lépnie. Mark egy magára hagyott idős nőt kezel. Susan megpróbálja úgy cserélni a műszakokat, hogy minél többet lehessen a kis Suzie-val. Shep az életét kockáztatva visz be egy lőtt sérültet az osztályra. |                             |                              |                      |  |
| |                             |                              |                      |  |
| 5. | And Baby Makes Two          | Kisbaba áll a házhoz         | 1995. október 19.    |  |
| Dr. Ross a haldokló Chia Chiat ápolja. Lewis megpróbálja megtalálni a módját, hogy a kis Suzie vele maradhasson, és ezért a szüleihez fordul segítségért. Benton egy sérült nőt kezel, aki nem hajlandó vádat emelni erőszakos rendőr férje ellen. Lydia segít a prostituált Lorettának, hogy felkészüljön egy állásinterjúra.                                                                               |                             |                              |                      |  |
| |                             |                              |                      |  |
| 6. | Days Like This              | Egy átlagos nap              | 1995. november 2.    |  |
| Az egész osztály Randi bűnöző múltjáról beszél, és találgatják, vajon mit követhetett el. Greene-nek nehéz etikai döntést kell meghoznia, jelentse-e Doug Ross újabb botlását, aki a medikus Harper Tracyvel töltötte az éjszakát. Carter kiborul, amikor a lány bevallja neki, mi történt. Bernstein közli Rossal, hogy új munkahely után kell néznie.                                                      |                             |                              |                      |  |
| |                             |                              |                      |  |
| 7. | Hell and High Water         | Egyszer fenn, egyszer lenn   | 1995. november 9.    |  |
| Dr. Ross az osztály hőse, miután a viharban megmenti egy csapdába esett kisfiú életét. Éppen Linda Farrelhez tart, amikor az autója lerobban és találkozik a kisfiú testvérével. Közben Carter és Harper egy lányt látnak el, akit elütött egy autó. Mindent megtesznek, hogy megmentsék, azonban a lány váratlanul meghal.                                                                                  |                             |                              |                      |  |
| |                             |                              |                      |  |
| 8. | The Secret Sharer           | Bizalmas vallomások          | 1995. november 16.   |  |
| Ross, hősiességével kiérdemel egy második esélyt Bernsteinnél, így a kórházban maradhat. Ross és Greene súlyos sérülteket kezelnek, és egyszerre akarják használni ugyanazt a berendezést, ami vitát robbant ki köztük. Benton megtudja, hogy Jeanie és Al szakítottak. |                             |                              |                      |  |
| |                             |                              |                      |  |
| 9. | Home                        | Otthon                       | 1995. december 7.    |  |
| Hathaway és Boulet megpróbálnak otthont találni egy szkizofrén építésznek. Carter jelentkezik Benton nevében egy interjúra, egy jelentős tanulmány megírásához. |                             |                              |                      |  |
| |                             |                              |                      |  |
| 10. | A Miracle Happens Here      | Csoda történt                | 1995. december 14.   |  |
| A sürgősségi osztályon a karácsony közelsége ellenére egyáltalán nincs ünnepi hangulat. Hathaway egy igazi Mikulást kezel. Greene-t bántja, hogy a felesége Daytonban akarja tölteni az ünnepeket. Benton és Carter pontokat szereznek Vucelichnél, amikor Carter meggyőzi Jules "Ruby" Rubadoux-t, hogy a felesége vegyen részt Vuchelich kutatásában. Greene vallomást tesz az O'Brian ügyben.             |                             |                              |                      |  |
| |                             |                              |                      |  |
| 11. | Dead of Winter              | Nyakig a télben              | 1996. január 5.      |  |
| Shep és Raul egy tucat gyereket hoznak a sürgősségire, így mindenki számára akad munka. Shep összeszólalkozik Malikkal és Bentonnal, miután tesz egy rasszista jellegű megjegyzést. Mrs. Rubadoux állapota a kezelés ellenére nem javul. Al megkéri Boulet-t, adjon neki még egy esélyt. |                             |                              |                      |  |
| |                             |                              |                      |  |
| 12. | True Lies                   | Kegyes hazugságok            | 1996. január 25.     |  |
| Greene megpróbálja megtalálni a módját, hogy beszéljen a lányának a folyamatban lévő válásáról. Boulet elkíséri Bentont a Vucelichnél rendezett bankettre. Carter elmondja Mr. Rubadoux-nak, milyen állapotban van a felesége. Morgensternt kórházba szállítják, miután eltörte a lábát egy családi összejövetelen.                                                                                          |                             |                              |                      |  |
| |                             |                              |                      |  |
| 13. | It's Not Easy Being Greene  | Nem könnyű Greene-nek lenni  | 1996. február 1.     |  |
| Miközben a kórház az O'Brian perre készül, Greene-t kétségek gyötrik. Weaver kinevezi magát Lewis személyes mentorának. Carter ellopja Harper egyik diagnózisát. |                             |                              |                      |  |
| |                             |                              |                      |  |
| 14. | The Right Thing             | A dolgok rendje              | 1996. február 8.     |  |
| Benton úgy dönt, leleplezi Vucelich etikátlan módszereit, azonban ezzel csak azt éri el, hogy Vucelich kizárja a kutatásból. Lewis egy utcán élő párt kezel, akik megkapták egymástól a HIV fertőzést. Rosst meglátogatja az édesapja. |                             |                              |                      |  |
| |                             |                              |                      |  |
| 15. | Baby Shower                 | Bébieső                      | 1996. február 15.    |  |
| Több mint egy tucat terhes nőt hoznak a sürgősségire, miután egy csőtörés miatt ki kell üríteni a szülészetet. Benton maratoni műtétet hajt végre egy betegen, hogy visszahozza a halálból. |                             |                              |                      |  |
| |                             |                              |                      |  |
| 16. | The Healers                 | A gyógyítók sorsa            | 1996. február 22.    |  |
| Shep és Raul megfelelő felszerelés nélkül, az életüket kockáztatják egy hatalmas tűzben. Shep rendbejön, Raul azonban harmadfokú égési sérüléseket szenved az egész testén és nem sok ideje van hátra. A sürgősségit elárasztják az égési sérültek. |                             |                              |                      |  |
| |                             |                              |                      |  |
| 17. | The Match Game              | A vetélkedés                 | 1996. március 28.    |  |
| Lewis óvintézkedéseket tesz arra az esetre, ha Chloe megpróbálná visszaszerezni a kis Suzie-t. Greene külseje teljesen megváltozik, amikor szemüvege helyett kontaktlencsét kezd viselni. Shepet még mindig Raul halála gyötri, amikor új partnert kap, Reilly személyében. Benton és Ross összekülönböznek, miután Peter nyilvánosságra hozza Doug egy újabb hibáját.                                       |                             |                              |                      |  |
| |                             |                              |                      |  |
| 18. | A Shift in the Night        | Éjszakai ügyelet             | 1996. április 4.     |  |
| Greene a szabad estéjén beugrik a kórházba, hogy helyettesítse Rosst és Lewist, azonban képtelen egyedül ellátni a rengeteg beteget. |                             |                              |                      |  |
| |                             |                              |                      |  |
| 19. | Fire in the Belly           | Hasi katasztrófa             | 1996. április 25.    |  |
| Carter megtudja, hogy csak a legjobban teljesítő rezidensek maradhatnak a második évre, ezért versengésbe kezd az új sebész rezidenssel, Dale Edsonnal. |                             |                              |                      |  |
| |                             |                              |                      |  |
| 20. | Fevers of Unknown Origin    | Ismeretlen eredetű láz       | 1996. május 2.       |  |
| Lewis a munkájába menekül magánéleti problémái elől, és ezzel Greene és Weaver érdeklődését is felkelti, akik már a jövő évi vezető rezidens kiválasztásáról tárgyalnak. Ross összejön édesapja barátnőjével. Shep túlreagál egy ügyet és rátámad egy ázsiai fiúra egy baleset helyszínén. Greene és felesége megpróbálják tisztázni a válás részleteit.                                                     |                             |                              |                      |  |
| |                             |                              |                      |  |
| 21. | Take These Broken Wings     | Törött szárnyak              | 1996. május 9.       |  |
| Lewis a gyámügyiekhez fordul, hogy megbirkózzon a kis Suzie elvesztésével. Boulet férje influenza-szerű tünetekkel érkezik a sürgősségire, amelyekről kiderül, hogy a HIV vírus okozza őket. Shep elvárja Hathawaytől, hogy az ő verzióját támogassa a történtekkel kapcsolatban folyó hivatalos nyomozás során.                                                                                             |                             |                              |                      |  |
| |                             |                              |                      |  |
| 22. | John Carter, M.D.           | John Carter, általános orvos | 1996. május 16.      |  |
| Miután a sürgősségin a politika veszi át az egészségügy irányítását, Hathaway úgy dönt, kilép. Dr. Greene üzletet köz Weaverrel, hogy ő is Susan jelölését támogassa a fő rezidensi pozícióra. Boulet megcsináltatja a HIV vizsgálatot, és Bentonnak is azt tanácsolja, vizsgáltassa ki magát. Shep nem hajlandó részt venni a pszichiátriai vizsgálaton, ezért Carollal való kapcsolata is veszélybe kerül. |                             |                              |                      |  |